# Ada Booyens
Ada Booyens, née Ada Georgina Reichert le 5 décembre 1961, est une marcheuse athlétique sud-africaine. Elle est six fois championne du monde vétérans et détient le record d'Afrique pour l'épreuve de marche de 3 000 mètres en salle. 

## Source de la traduction
- (en) Cet article est partiellement ou en totalité issu de l’article de Wikipédia en anglais intitulé « Ada Booyens » (voir la liste des auteurs).